# Aérodrome d'Erdenet
 (février 2021).
L'aérodrome d'Erdenet (code IATA : ERT) est un petit aérodrome situé dans la ville (et sum) d'Erdenet en Mongolie.
Il comporte une piste d'atterrissage. 